# 永固城墓群
永固城墓群，位于中国甘肃省民乐县，为一个省级文物保护单位，类型为古墓葬,曾在1996年被盗挖三座较大的墓葬，均为圆拱顶，内有精美壁画，样式与蒙古包同。其中最大一座为套间布局，葬室约30平方，附带随葬室约10平方，墙壁壁画及拱顶壁画上的龙凤眼睛均被抠挖，疑似镶嵌夜明珠之类的宝物。
永固城墓群的历史年代为汉代。